# Хімічний завод в Salin de Giraud
Хімічний завод в Salin de Giraud – виробничий майданчик хімічного спрямування на південному сході Франції.
В 1895 – 1897 роках бельгійська компанія Solvay збудувала в Salin de Giraud завод кальцинованої соди. Необхідну для цього сировину – хлорид натрію – постачав розташований неподалік соляний промисел Salin de Giraud. Власник останнього Société des Produits Chimiques d'Alais et de la Camargue (з 1948-го Pechiney) заснував за чотири десятки років до того свій завод кальцинованої соди в Салендрі (Salindres), проте він використовував процес Леблана, тоді як Solvay споруджувала свої заводи для продукування соди значно ефективнішим аміачним методом. Як наслідок, вже у 1902-му завод в Салендрі закрили із переходом на закупівлю соди в Solvay. Після цього в 1903 та 1913 роках закрились ще три содові заводи на південному сході Франції, що належали Compagnie Générale des Produits Chimiques du Midi, Duclos & Cie та Société des produits chimiques deMarseille-l'Estaque. Окрім задоволення внутрішніх потреб завод Solvay експортував соду на адресу іспанської та італійської миловарної промисловості, а його річна потужність становила 40 тисяч тонн на рік (з них 10 тисяч тонн для експорту).
У 1950-х почали продукувати хімічно осаджений карбонат кальцію, що дало доступ до нових ринків, зокрема, фармацевтичного.
В 1960-му майданчик в Salin de Giraud узявся за хімію електролізу, що так само потребувала хлориду натрію. Натомість в 1962-му продукування кальцинованої соди припинили.
Наразі головним напрямком діяльності заводу є фармацевтична хімія, а серед його продукції є тіобензойна кислота, 2-аміно-додеканольна кислота, 3-меркапто-2-бутанон, 3-меркапто-2-пентанон, бромід пінаверія, тіо-етери та тіо-естери.